# کالکتین

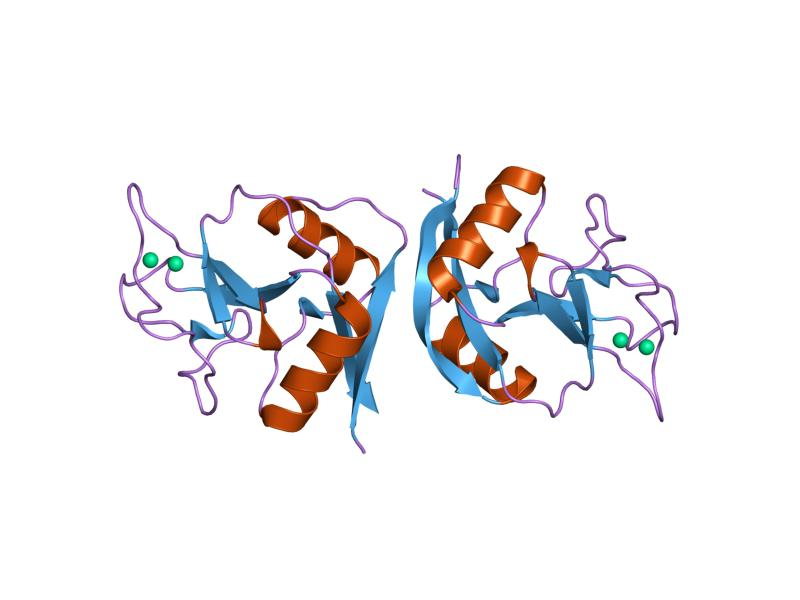
تصویر نزدیک از کالکتین ها

کالکتین‌ها (انگلیسی: Collectins) با نام کامل لکتین‌های نوع سی حاوی کلاژن یکی از اجزاء دستگاه ایمنی ذاتی هستند. این خانوادهٔ بزرگ، مشتمل بر لکتین‌های کلاژن‌دار دفاعی وابسته به یون کلسیم هستند که در بدن جانوران یافت می‌شوند و نوعی گیرنده شناسایی الگو (PRRs) محلول در آب محسوب می‌شوند. وظیفه‌این مولکول‌ها، اتصال به ساختارهای الیگوساکاریدی یا لیپیدی بر سطح میکروب‌هاست. همچون سایر گیرنده‌های شناسایی الگو، کالکتین‌ها نیز به الگوی‌های ملکولی وابسته به پاتوژن (PAMPs) و الگوی‌های ملکولی وابسته به آسیب (DAMPs) با منشأ الیگوساکاریدی متصل می‌شوند. با چنین اتصالی، زمینه برای حذف میکروب‌ها با کمکِ پلاکت‌ها، سامانه کمپلمان، اُپسونینزه شدن، بیگانه‌خواری یا مهار رشد میکروبی فراهم می‌گردد. سایر اعمال کالکتین‌ها شامل تعدیل التهاب، پاسخ‌های حساسیتی، دستگاه ایمنی تطبیقی و پاک‌سازی سلول‌های دچار خزان یاخته‌ای است.

## ساختار
به‌لحاظ عملکرد، لکتین‌ها ساختار سه‌تایی دارند. هر یک زیرواحدهایِ تکی این مولکول از ۴ قسمت تشکیل شده‌است:
- یک دومینِ غنی از سیستئین در انتهای آمینی
- یک دومینِ شبه کلاژنی
- یک دومینِ گردنی فنری پیچ‌خورده
- یک دومینِ لکتین نوع سی که با نام «دومِـین شناسایی کربوهیدرات» (CRD) شناخته می‌شود.

اینکه کدام قسمت خاص از میکروب شناسایی شوند، بستگی به همین «دومِـین شناسایی کربوهیدرات» (CRD) در حضور کلسیم دارد. شدت چسبندگی میکروب‌ها به کالکتین، بستگی به میزان اولیگومریزاسیون کالکتین و همچنین تراکم لیگاندها بر سطح میکروب دارد.

## انواع لکتین‌ها
تاکنون ۹ گونه از لکتین‌ها شناسایی و تعریف شده‌اند:
- MBL = لکتین متصل‌شونده به مانان (لکتین متصل‌شونده به مانوز)
- SP-A = پروتئین سورفکتانت A
- SP-D = پروتئین سورفکتانت D
- CL-L1 = کالکتین کبدی ۱
- CL-P1 = کالکتین جفتی ۱
- CL-43 = کالکتین کانگلوتینین ۴۳ کیلو دالتونی
- CL-46 = کالکتین ۴۶ کیلو دالتونی
- CL-K1 = کالکتین کلیوی ۱
- کانگلوتینین

CL-43 ،CL-46 و کانگلوتینین در گاویان یافت می‌شود.